# Chata za wsią (dramat ludowy)
Chata za wsią – dramat ludowy Jana Kantego Galasiewicza i Zofii Mellerowej na motywach powieści Józefa Ignacego Kraszewskiego. Muzykę skomponował Zygmunt Noskowski. Prapremiera odbyła się w warszawskim teatrze ogródkowym "Belle Vue" 7 sierpnia 1884.

## Cechy adaptacji
Utwór oddaje fabułę powieści Chata za wsią. Adaptacja opracowana była z myślą o publiczności warszawskich teatrów ogródkowych, stąd duży nacisk na wątek romansowy, wartką akcję i widowiskowe sceny zbiorowe z wykorzystaniem muzyki i tańca. Np. rozbudowano znacznie scenę swatów Motruny, aby wykorzystać widowiskowość obrzędów ludowych. Jednocześnie uproszczono psychologicznie postacie, których wewnętrzne przeżycia były drobiazgowo opisane w powieści w celu uniknięcia długich monologów na scenie. Sceny grupowane były na zasadzie kontrastowania nastroju. Każdy akt zamknięty był efektowną i zapadającą w pamięć sceną (odjazd taboru cygańskiego, wyklęcie Motruny, śmierć Lepiuka, zapowiedź zemsty Azy). Do mowy bohaterów wprowadzono pojedyncze cygańskie słowa, by podkreślić pochodzenie bohaterów.

## Dzieje sceniczne
Po prapremierze w teatrze ogródkowym utwór był inscenizowany w teatrze krakowskim (1884), płockim (1884), poznańskim (1885), Teatrze Wielkim w Warszawie (1886), lwowskim (1887), a także w zespołach teatrów prowincjonalnych i amatorskich. Był wielokrotnie wznawiany w XIX w. W XX w. popularność utworu znacznie zmalała. Był inscenizowany m.in. w:
- teatrze warszawskim (1901, 1915)[1]
- Teatrze Polskim w Poznaniu (1916)[1]
- Teatrze Polskim w Wilnie (1919, 1931)[1]
- Teatrze Praskim w Warszawie (1919)[1]
- Teatrze Narodowym w Poznaniu (1921, reż. Władysław Helleński)[3]
- Teatrze Miejskim w Lublinie (sez. 1922/1923)[1]
- Teatrze Miejskim w Toruniu (sez. 1922/1923)[4]
- Teatrze Popularnym w Łodzi (sez. 1924/1925)[1]
- Teatrze Polskim w Katowicach (1925)[1]
- Zjednoczonych Teatrach Pomorskich (1926)[3]
- Teatrze im. Aleksandra Fredry w Warszawie (1926)[3]

## Kontynuacja
- Dziewczę z chaty za wsią – dramat ludowy Jana Kantego Galasiewicza i Zofii Mellerowej.  Prapremiera odbyła się w warszawskim teatrze ogródkowym "Nowy Świat" 24 lipca 1886. Utwór stanowi kontynuację fabularną Chaty za wsią (poświęcony jest wątkowi miłości Marysi i Tomka). Był inscenizowany w różnych miastach, jednak nie dorównał popularnością pierwszej części[1].
- Wnuk Tumrego – wodewil Władysława Gutowskiego (pseud. Władysław Ciołek) z muzyką Augusta Padygi. Prapremiera odbyła się w warszawskim teatrze ogródkowym "Belle Vue" w 1888 r.[5]. Bohaterem jest Janko Choiński: syn Marysi i Tomka porwany z zemsty przez Azę i wychowany w obozie cygańskim[6][7].